# Вулиця Патріарха Димитрія Яреми
Вулиця Патріарха Димитрія Яреми — вулиця у Личаківському районі міста Львова, в місцевості Личаків. Сполучає вулиці Личаківську та Пекарську. Прилучаються вулиці Академіка Кравчука, Верхратського, Севастопольська.

## Історія

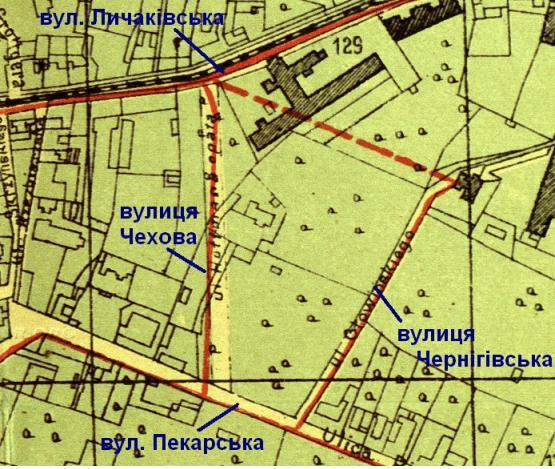
Фрагмент мапи Львова 1895 року з зазначенням місця прокладення вулиці Гоффманна. П. 129 — військовий шпиталь

Прокладена поміж вулицями Пекарською і Личаківською згідно плану розбудови міста під певним кутом до більш давньої колишньої дороги до колегіуму Піарів — тоді вул. Гловінського (Чернігівська). Забудова вулиці розпочалася після забудови прилеглих ділянок вулиць Пекарської та Личаківської. На мапі міста 1892 року на місці вулиці росли ще сади та стояло декілька приватних садиб. Була прокладена вздовж західної межі колишнього шпиталю боніфратів — військового шпиталю від вулиці Личаківської, що у 1890-х роках розбудовувався.

Ситуаційний план вулиць району на фрагменті схеми 1947 року

Впродовж 1895—1898 років тривала забудова західної (№ 2—30) сторони вулиці та східного кварталу (№ 11) від вулиці Пекарської, 33 будинками у стилі історизму. З модернізацією системи водопостачання, каналізації, електрифікації, газопостачання міста на решті східної сторони вулиці збудували модерні будинки у стилі сецесії (№ 3—9) за проєктом архітектора Анджея Ґоломба. Одночасно з цієї сторони було прокладено три вулички до вулиці Чернігівської — Кравчука, Верхратського, Севастопольську, забудовані сецесійними будинками проєкту Анджея Ґоломба. Тому вулиця Верхратського була названа на честь Анджея Ґоломба. На цих вуличках майже вся забудова занесена до переліку архітектурних пам'яток місцевого значення. З прокладенням наприкінці 1950-х років нової ділянки вулиці Тершаковців вулиця стала важливою транзитною магістраллю в обхід центральної частини міста поміж вулицями Зеленою, Левицького — Личаківською. Рух по вулиці односторонній, двосмуговий, хоча ліва смуга руху зазвичай повністю зайнята припаркованими авто. Вздовж західної сторони вулиці висаджено дерева.

## Назва
При закладенні вулиця була названа на честь доктора права львівського університету (1785), генерального візитатора початкових шкіл Галичини, ректора Ягеллонського (1805—1906) і львівського університетів (1808—1809), адміністратора львівського капітулу (1812), абата домініканського монастиря Жовкви (1822), першого директора закладу глухонімих (1830) Яна Непомуцена Гоффманна — Аббата Гоффманна. Заклад глухонімих розташовано на вулиці Личаківській, 35, неподалік вулиці Патріарха Димитрія Яреми. За діяльність для сиріт, глухонімих Гоффманн став почесним громадянином Львова (1831), отримав австрійський орден імператора Леопольда. Значну частину свого немалого статку заповів на доброчинні цілі у Львові. Назва вулиці не змінювалася до 1944 року, коли у липні 1944 року, після радянської окупації, вулиця перейменована на честь російського письменника Антона Чехова.
2017 року пропонувалося перейменувати вулицю Чехова, при якій розташований військово-медичний клінічний центр Західного регіону — локацію, де теперішні Захисники України щодня проходять реабілітацію та лікування, на вулицю Бойківа Володимира — Героя України (посмертно) та водночас Захисника України. Була зареєстрована відповідна петиція, але вона не зібрала необхідної кількості голосів й назва вулиці залишилася без змін.
2022 року вулиця Чехова ввійшла до переліку з 53-х вулиць Львівської МТГ, які було заплановано перейменувати в рамках процесу дерусифікації. В онлайн-голосуванні, яке тривало з 8 по 21 червня 2022 року на сайті Львівської міської ради більшість респондентів проголосувало за пропозицію присвоєння вулиці назви «Чорних запорожців» — військового формування кавалерії армії УНР.
Рішенням виконавчого комітету Львівської міської ради від 29 вересня 2022 року вулицю було перейменовано на вул. Патріарха Димитрія Яреми, на пошану українського церковного діяча, патріарха Київського і всієї України Української автокефальної православної церкви Димитрія (Яреми).

## Забудова
Вулиця Патріарха Димитрія Яреми забудована будинками у стилі історизму, сецесії. Пам'ятки архітектури місцевого та національного значення на вулиці Патріарха Димитрія Яреми відсутні.
№ 5 — житловий будинок, споруджений на початку XX століття. В будинку мешкав український педагог, інженер-мірник Витовт Манастирський, брат художника Антіна Манастирського. У міжвоєнний період тут містилося фотоательє Янушевського.
№ 6 — в будинку мешкала відома польська письменниця, актриса Габріеля Запольська. У міжвоєнний період в будинку містився фотосалон «Ата» Людвика Вележинського. Нині на першому поверсі міститься медичний центр «Прімамед».
№ 7 — триповерхова наріжна чиншова кам'яниця, споруджена на початку XX століття, на розі з тодішньою вулицею Гоффмана бічною (нині — вулиця Верхратського), за проєктом архітектора Анджея Ґоломба, як власний будинок архітектора. 10 червня 1903 року Анджей Голомб просить і 16 червня того ж року отримує дозвіл від магістрату на заселення будинку. Тут у свого дядька певний час мешкав відомий австрійський письменник єврейського походження Йозеф Рот, уродженець міста Броди, котрий у 1913—1914 роках вступав до Львівського університету. 8 жовтня 2009 року, з нагоди 70-ї річниці від дня смерті письменника, на фасаді будинку урочисто відкрита меморіальна таблиця пам'яті відомого письменника. Меморіальну стелу виконав скульптор Микола Буник.
№ 22 — житловий будинок. За Польщі тут містилася спілка фабрикантів свічок.
№ 28 — житловий триповерховий чиншовий будинок, споруджений упродовж 1892—1893 років у стилі історизму за проєктом архітектора Анджея Ґоломба для власника ґрунтової парцелі № 53791/92 Анджея Дибуся. 18 серпня 1893 року власник будинку відзвітував магістратові про закінчення будівництва та попросив дозволу на заселення. 27 серпня 1893 року власник будинку Анджей Дибусь звернувся до магістрату з проханням про дозвіл на добудову одноповерхової сторожівки у подвір'ї, 7 вересня затверджують ситуаційну схему та креслення цієї сторожівки і лише 28 серпня 1898 року магістрат дає дозвіл на будівництво сторожівки. До 1935 року власниками будинку були Емілія Вчеляк, доктор Володимир Ясєнєцький, Марія Ясєнєцька та інші. У 1904 року у будинку містилася редакція часопису «Дзвôнокъ» — українського ілюстрованого двотижневика для дітей і молоді, який виходив у Львові у 1890—1914 роках з ініціативи Руського педагогічного товариства. Нині будинок зберіг свою житлову функцію. На початку ХХ століття в будинку мешкав архітектор Евгеніуш Оборський.